# Arnulf von Lisieux
Arnulf von Lisieux († 31. August 1184 in der Abtei Saint-Victor) war ein französischer Bischof.

## Leben und Karriere
Er wurde von seinem Bruder, dem Bischof von Sées erzogen und studierte Kirchenrecht in Rom. Er schrieb zur Verteidigung des Papstes Innozenz II. einen Brief, der sich gegen Gerard, den Bischof von Angouleme, einen Anhänger von Gegenpapst Anaklet II. (Petrus Leonis) richtete.
Im Jahre 1141 wurde er zum Bischof von Lisieux erhoben. Er begleitete Ludwig VII. 1147 auf dem zweiten Kreuzzug und hielt Papst Alexander III. während des Schismas die Treue. Ebenso ermutigte er viele Bischöfe die Unabhängigkeit der Kirche gegen die Bestrebungen Heinrich von Anjou zu verteidigen.
Im Konflikt zwischen Thomas Beckett und Heinrich II. stand er auf der Seite des Königs und übernahm, nach der Ermordung Becketts die Verteidigung des Königs vor dem Papst. Um das Jahr 1181 verlor er jedoch die Gunst des Königs und zeitweise ebenso die Gunst des Papstes Lucius III.
Wenig später gab er sein Bischofsamt aufgrund seines Alters und von Erschöpfung auf und zog sich in die Abtei St. Victor bei Paris zurück, in welcher er auch starb.
Von Arnulf von Lisieux sind eine Sammlung von Briefen so wie einige Gedichte überliefert.
Er war ein Onkel von Hugh de Nonant, der zwischen 1185 und 1198 der Bischof von Coventry war.